# 'Til the End of Forever
'Til the End of Forever è un album discografico in studio del cantante statunitense Michael Bolton, pubblicato nel 2005.

## Tracce
Le tracce 8-18 sono registrazioni live.
1. I'm Alive
2. Til the End of Forever
3. Still the Love of My Life
4. Next Lifetime
5. Hear Me
6. Courage in Your Eye
7. Said I Loved You...But I Lied [Reggae Version]
8. Time, Love and Tenderness
9. When a Man Loves a Woman
10. Go the Distance
11. Nessun Dorma
12. (Sittin' On) The Dock of the Bay (Otis Redding)
13. To Love Somebody
14. How Can We Be Lovers
15. Love Is a Wonderful Thing
16. Soul Provider
17. Steel Bars
18. How Am I Supposed to Live Without You

## Classifiche

### Album
| Classifica (2005)  | Posizione massima |
| ------------------ | ----------------- |
| Billboard 200      | 128               |
| Independent Albums | 10                |

### Singoli
| Anno | Singolo                  | Classifica                    | Posizione massima |
| ---- | ------------------------ | ----------------------------- | ----------------- |
| 2005 | "Til the End of Forever" | Hot Adult Contemporary Tracks | 32                |